# 天明 (黃正倫)
天明（1861年二月）為中國清朝時期湖北松滋反清領袖黄正伦的年號，前後共計1個月。
咸丰十一年（1861年）二月十一日，湖北松滋白莲教徒设坛拜将，自称天明元年，被当地官府平定。

## 西元紀年對照表
| 天明 | 元年   |
| ---- | ------ |
| 公元 | 1861年 |
| 干支 | 辛酉   |

## 同期存在的其他政權年號
- 中國
  - 咸丰（1851年－1861年）：清朝—咸丰帝奕詝之年號
  - 太平天國（1851年－1864年）：太平天国—洪秀全、洪天貴福之年號
  - 江漢（1854年－1864年）：清朝時期—楊龍喜、朱明月之年號
  - 洪德（1855年－1864年）：大成国— 陳開、黄鼎凤之年號
  - 順天（1859年－1862年）：清朝時期—李永和之年號
  - 天縱（1860年－1863年）：清朝時期—宋继鹏之年號
- 日本
  - 萬延（1860年－1861年）：孝明天皇之年号
  - 文久（1861年－1864年）：孝明天皇之年號
- 越南
  - 嗣德（1848年－1883年）：阮朝—阮翼宗阮福時之年號
- 南洋
  - 蘭芳（1777年—1884年）：蘭芳共和國之年號

## 來源
1. ↑  同治《松滋县志》卷六〈武备志·纪兵〉：「是日，设坛拜将，有都督、统带诸目，自号天明元年，刻印玺，建五色旗帜。……有黄正伦者，伪号意诚侯，天门人。」